# Sergio Garrone
Sergio Garrone (né le 15 avril 1925 à Rome et mort le 12 juillet 2023 au Îles Vierges britanniques est un réalisateur, producteur et scénariste italien.
Il a parfois travaillé sous les pseudonymes de : Kenneth Freeman / Willy R. Regan / Willy S. Regan / Willy Regan / Willy Regant

## Biographie
Né à Rome en 1925, frère de l'acteur Riccardo Garrone, il commence sa carrière dans le cinéma en 1948 comme documentariste, assistant réalisateur et assistant de production. Puis, dans les années 1950, il se retire du cinéma, pour n'y revenir qu'en 1965.
Il passe à la réalisation avec quelques westerns, Django le Bâtard (1969), est considéré comme son film culte. L'idée de réaliser un film d'horreur spaghetti se déroulant en une nuit dans un village désert a été remarqué. Le film a souvent été cité comme la source d'inspiration du chef-d'œuvre de Clint Eastwood, L'Homme des Hautes Plaines (1973),.
Il réalise le film de guerre Ici Londres… la colombe ne doit pas voler (1972) et devient dans les années 1970 un habitué du genre exploitation, spécialisé dans les films jumeaux tournés dans les mêmes lieux et avec les mêmes acteurs (comme La mano che nutre la morte et Le amanti del mostro). Il quitte le cinéma après avoir réalisé L'ultimo harem en 1981.
En 2013, il est personnellement invité par Quentin Tarantino à la première du film Django Unchained au Festival du film de Rome. Toujours par le réalisateur américain, il est invité en 2019 au Teatro Adriano de Rome pour la première italienne de Once Upon a Time… in Hollywood.

## Filmographie

### Comme scénariste
- 1966 : Deguejo (Degueyo) (sous le pseudo de Willy Regan)
- 1967 : Killer Kid
- 1968 : Tire si tu veux vivre (Se vuoi vivere... spara)
- 1968 : Trois croix pour ne pas mourir (Tre croci per non morire)
- 1969 : La Corde au cou ou Une longue file de croix (Una Lunga fila di croci)
- 1969 : Django le Bâtard (Django il bastardo)
- 1969 : Cinq pour l'enfer (5 per l'inferno)
- 1969 : Chicago 1929 (it) (Tempo di Charleston) de Julio Diamante
- 1969 : La Mort sonne toujours deux fois (Blonde Köder für den Mörder)
- 1970 : Ici Londres… la colombe ne doit pas voler (La colomba non deve volare)
- 1971 : Abattez Django le premier (Uccidi Django... uccidi per primo!!!)
- 1971 : Chaco (Bastardo, vamos a matar) de Gino Mangini
- 1971 : Sabata règle ses comptes (Quel maledetto giorno della resa dei conti)
- 1972 : La Nonne et les Sept Pécheresses (Io monaca... per tre carogne e sette peccatrici)
- 1974 : La mano che nutre la morte
- 1974 : Le amanti del mostro
- 1976 : Horreurs nazies, le camp des filles perdues (Lager SSadis Kastrat Kommandantur)
- 1976 : La clinica dell'amore (it) de Renato Cadueri
- 1977 : L'Enfer des femmes ou Des roses pour le Führer (SS Lager 5 l'inferno delle donne)
- 1978 : L'Important c'est de tuer ou  L'Important c'est le fric (Il braccio violento della mala ou encore I miei peggiori amici)
- 1979 : Sans peur et sans culotte (El periscopio) de José Ramón Larraz
- 1980 : La pagella de Ninì Grassia
- 1981 : L'ultimo harem
- 1984 : Perverse oltre le sbarre
- 1985 : Detenute violente

### Comme réalisateur
- 1968 : Tire si tu veux vivre (Se vuoi vivere... spara!)
- 1968 : Trois croix pour ne pas mourir (Tre croci per non morire) (sous le pseudo Willy S. Regan)
- 1969 : La Corde au cou ou Une longue file de croix (Una lunga fila di croci) (sous le pseudo Willy S. Regan)
- 1969 : Django le Bâtard (Django il bastardo)
- 1970 : Ici Londres… la colombe ne doit pas voler (La colomba non deve volare)
- 1971 : Abattez Django le premier (Uccidi Django... uccidi per primo!!!) (sous le pseudo Willy S. Regan)
- 1971 : Sabata règle ses comptes (Quel maledetto giorno della resa dei conti) (sous le pseudo Willy S. Regan)
- 1974 : La mano che nutre la morte
- 1974 : Le amanti del mostro
- 1976 : Horreurs nazies, le camp des filles perdues (Lager SSadis Kastrat Kommandantur)
- 1977 : L'Enfer des femmes ou Des roses pour le Führer (SS Lager 5 l'inferno delle donne)
- 1978 : L'Important c'est de tuer ou  L'Important c'est le fric (Il braccio violento della mala ou encore I miei peggiori amici)
- 1981 : L'ultimo harem (sous le pseudo Willy S. Regan)

### Comme producteur
- 1966 : Deguejo (Degueyo) de Giuseppe Vari (sous le pseudo de Willy Regan)
- 1967 : Le Dernier Tueur (L'ultimo killer) de Giuseppe Vari
- 1972 : La Nonne et les Sept Pécheresses (Io monaca... per tre carogne e sette peccatrici) d'Ernst von Theumer senior